# 纳米地球科学
纳米地球科学（Nanogeoscience）是研究与地质系统相关的纳米尺度现象的学科。该学科主要通过研究环境中大小在1至100纳米的纳米颗粒来获取信息。研究范围还包括至少一维为纳米尺度的材料（如：薄膜，受限流体）以及通过环境界面的能量、电子、质子和物质的传递。

## 大气
由于人类活动（包括直接作用，如开垦荒地和荒漠化；和间接作用，如全球变暖），越来越多的粉尘进入到大气中，致使了解矿物尘埃对大气气相组分、云的形成条件以及全球平均辐射强度（即加热和冷却效应）的影响变得越来越重要。

## 海洋
海洋学家通常研究尺寸为0.2微米甚至更大的颗粒，这就意味着大量的纳米颗粒未进行考察，特别有关其形成机理。

## 土壤
水－岩石－细菌纳米科学
尽管并未得到发展，几乎有关风化、土壤和水-岩石相互作用科学的所有方面（包括地球过程和生物过程）都与纳米科学有关。在近地表，物质通常通常以纳米状态产生或分解。进而言之，无论是有机分子，简单的或复杂的，还是土壤或岩石中的细菌以及整个植物界和动物界与矿物间的相互作用中，纳米维度和纳米尺寸过程每时每刻都在发生。
金属输送纳米科学
在陆地上，研究者探讨了纳米化矿物如何从土壤中捕集有毒物质（如：砷、铜和铅）。如何促进这一被称为土壤修复的过程是一件棘手的事情。
纳米地球科学处于发展的相对早期阶段。地球科学中纳米科学将来的方向包括确定海洋、陆地和大气中纳米粒子和纳米膜的特征、分布和常见化学性质；以及它们是如何以不同寻常的方式推动整个地球过程。

## 纳米颗粒的尺寸相关稳定性和反应性
纳米地球科学探讨土壤、水生系统和大气中纳米颗粒的结构、性质和行为。纳米颗粒的一个重要特征为纳米颗粒稳定性和反应性的尺寸相关性。它是由小颗粒尺寸时纳米颗粒的大比表面和表面原子结构不同所引起的。通常，纳米颗粒的表面能与其颗粒尺寸成反比。对于具有两种甚至更多结构的材料，尺寸相关的自由能将导致特定尺寸下的相稳定性转变。自由能降低促进晶体（通过原子堆积或取向附生）生长，而尺寸增加时相对相稳定性的变化又将再次引起相变。这些过程对天然系统中纳米颗粒的反应性和迁移性都将造成影响。
已经明确识别的纳米颗粒尺寸相关现象包括：
- 宏观大颗粒在小尺寸时的相稳定性反转。通常，低温（和/或低压）时稳定性较差的体相在颗粒尺寸小于某一临界尺寸时比体相稳定相更加稳定。例如，体相锐钛矿（TiO2）与体相金红石（TiO2）相比处于亚稳态。然而，当颗粒尺寸小于14nm时，锐钛矿在空气中比金红石更加稳定。[5]同样，纤锌矿（ZnS）在1293 K以下不如闪锌矿（ZnS）稳定。当颗粒小于7nm时，300K下处于真空中的纤锌矿比闪锌矿更加稳定。[6]当颗粒很小时，将水滴加到ZnS纳米颗粒表面将引起纳米颗粒结构的变化[7]，表面间的相互作用可以通过聚集和解离引发可逆的结构转变。[8]其它尺寸相关相稳定性的粒子还包括Al2O3 [9]、ZrO2 [10]、碳、CdS、BaTiO3、Fe2O3、Cr2O3、Mn2O3、Nb2O3、Y2O3和Au-Sb体系。

- 相转变动力学是尺寸相关的，转变通常在低温下（低于几百度）发生。在此条件下，由于其高活化能，表面成核和体相成核速率较低。因此，相转变主要通过与纳米颗粒间相互接触相关的界面成核实现。[11]如此的结果是，转变速率为颗粒数目（尺寸）相关，在紧密堆积（高度聚集）的纳米颗粒中比松散堆积的纳米颗粒中进行得更快。[12]复杂的同时相转变和颗粒粗化常在纳米颗粒中出现。[13]

- 纳米颗粒的尺寸相关吸附[14][15]和纳米矿物的氧化[16]。

这些尺寸相关性质凸显出颗粒尺寸在纳米颗粒稳定性和反应性中的重要性。